# Gouvernement Daladier V
Pour les articles homonymes, voir Gouvernement Daladier.
Troisième République
Daladier IV Reynaud
Le cinquième gouvernement Édouard Daladier débute le 13 septembre 1939 et prend fin le 20 mars 1940.

## Composition
| Portefeuille                                                          | Titulaire | Titulaire                                      | Parti |
| --------------------------------------------------------------------- | --------- | ---------------------------------------------- | ----- |
| Président du Conseil                                                  |           | Édouard Daladier                               | PRRRS |
| Vice-président du Conseil et Coordination des services                |           | Camille Chautemps                              | PRRRS |
| Ministres                                                             |           |                                                |       |
| Ministre des Affaires étrangères                                      |           | Édouard Daladier                               | PRRRS |
| Ministre des Finances                                                 |           | Paul Reynaud                                   | DVD   |
| Ministre de l'Économie nationale                                      |           | Raymond Patenôtre (jusqu'au 15 septembre 1939) | USR   |
| Ministre de la Guerre et de la Défense nationale                      |           | Édouard Daladier                               | PRRRS |
| Ministre de la Justice                                                |           | Georges Bonnet                                 | PRRRS |
| Ministre de l'Éducation nationale                                     |           | Yvon Delbos                                    | PRRRS |
| Ministre de l'Intérieur                                               |           | Albert Sarraut                                 | PRRRS |
| Ministre de la Marine militaire                                       |           | César Campinchi                                | PRRRS |
| Ministre de l'Air                                                     |           | Guy La Chambre                                 | PRRRS |
| Ministre du Commerce                                                  |           | Fernand Gentin                                 | PRRRS |
| Ministre des Travaux publics                                          |           | Anatole de Monzie                              | USR   |
| Ministre de l'Agriculture                                             |           | Henri Queuille                                 | PRRRS |
| Ministre des Postes, Télégraphes et Téléphones                        |           | Alfred Jules-Julien                            | PRRRS |
| Ministre des Colonies                                                 |           | Georges Mandel                                 | DVD   |
| Ministre du Travail                                                   |           | Charles Pomaret                                | USR   |
| Ministre de la Santé publique                                         |           | Marc Rucart                                    | PRRRS |
| Ministre de la Marine marchande                                       |           | Alphonse Rio                                   | USR   |
| Ministre des Anciens Combattants et des Pensionnés                    |           | René Besse                                     | AD    |
| Ministre de l’Armement                                                |           | Raoul Dautry                                   | SE    |
| Ministre du Blocus                                                    |           | Georges Pernot                                 | DVD   |
| Commissaires généraux                                                 |           |                                                |       |
| Commissaire général à l'Information                                   |           | Jean Giraudoux                                 | SE    |
| Commissaire général à l'Économie                                      |           | Daniel Serruys (à partir du 15 septembre 1939) | SE    |
| Sous-secrétaires d’État                                               |           |                                                |       |
| Sous-secrétaire d’État chargé de la Défense nationale et de la Guerre |           | Hippolyte Ducos                                | PRRRS |
| Sous-secrétaire d’État chargé des Affaires étrangères                 |           | Auguste Champetier de Ribes                    | PDP   |

## Politique menée
Le 26 septembre 1939, à la suite du pacte germano-soviétique,  le Parti communiste et ses organisations sont dissous.
Le 5 octobre 1939, le gouvernement dissout les municipalités tenues par des communistes,.